# Onobrychis spinosissima
Onobrychis spinosissima är en ärtväxtart som beskrevs av John Gilbert Baker. Onobrychis spinosissima ingår i släktet esparsetter, och familjen ärtväxter. Inga underarter finns listade i Catalogue of Life.